# Мерлин (чаробњак)
Мерлин је легендарна личност, најпознатији као чаробњак по Легенди о Артуру. Опис његовог лика се први пут појављује у Историји краљева Британије коју је написао Џефри од Монмута. Џефријев опис лика је постао одмах популаран, посебно у Велсу. Каснији писци су нам приказали пунију слику чаробњака, а каснији аутори су га описали као краљевог саветника док га није зачарала и затворила Госпа од Језера.

## Име и етимологија
Име „Мерлин” настало је од велшког имена барда Мирдин Вилта (енгл. Myrddin Wyllt), које је један од главних извора о овој касније познатој личности.

## Мерлин Ambrosius или Myrddin Emrys
Класични лик чаробњака Мерлина, каквог познајемо данас, настао је у делу Џефриja од Монмута, Историја краљева Британије (лат. Historia Regum Britanniae).